# تشارلز أو. جونز
تشارلز أو. جونز (بالإنجليزية: Charles O. Jones)‏ هو عالم سياسة أمريكي، ولد في 1931 في ورثينج في الولايات المتحدة.